# Дунуси
Дунуси (груз. ტნუსი, азерб. Dunus) — село в административном подчинении сельской административно-территориальной единицы Гантиади, Дманисского муниципалитета, края Квемо-Картли республики Грузия со 100 %-ным азербайджанским населением. Находится в юго-восточной части Грузии, на территории исторической области Борчалы.

## История
Название села впервые упоминается в исторических документах 1536 года. Первая перепись населения в селе была проведена в 1870 году, во время проведенной в регионе переписи.

### Топоним
По одной из версий топоним села Дунуси (азерб. «Dunus») связан с именем тюркского племени Гамар (азерб. «Qəmər»), пришешдих на южный Кавказ с северных регионов.

## География
Село расположено на Башкечидском плато, в 8 км от районного центра Дманиси, на высоте 1360 метров от уровня моря.
Граничит с городом Дманиси, селами Джавахи, Гантиади, Ангревани, Сафарло, Мамишло, Далари, Шиндилиари, Цителсакдари, Бослеби, Каклиани,  Патара-Дманиси, Диди-Дманиси, Машавера, Вардисубани, Ваке, Мтисдзири, Земо-Орозмани, Квемо-Орозмани,  Амамло, Безакло,  Сакире и Гора Дманисского Муниципалитета.

## Население
По данным Кавказского календаря на 1912 год в селе проживали 151 человек, преимущественно татары (азербайджанцы). По данным Государственного статистического комитета Грузии, согласно официальной переписи 2002 года, численность населения села Дунуси составляет 454 человек и на 100 % состоит из азербайджанцев.

## Экономика
Население в основном занимается овцеводством, скотоводством и овощеводством.
В 2010 году компания «SOCAR Georgia Gas», учредителем которой является государственная нефтяная компания Азербайджана «SOCAR», в соответствии с программой газификации Грузии, провела газопровод в несколько сел Дманисского района, в числе которых было также село Дунуси. На церемонии открытия газопровода принимали участие министр энергетики Республики Грузия Александр Хетагури, заместитель губернатора региона Квемо-Картли, представители общественности, а также директор «ГНКАР Energy Georgia» Махир Мамедов. Данный газопровод обеспечил голубым топливом около 200 абонентов села.

## Достопримечательности
- Средняя школа.[7][13]